# Верхний Калаус
Ве́рхний Кала́ус — хутор в Андроповском районе Ставропольского края России.

## География
Расстояние до краевого центра: 77 км.
Расстояние до районного центра: 14 км.

## История
До 16 марта 2020 года хутор входил в упразднённый Куршавский сельсовет.

## Население
| 1989 | 2002 | 2010 | 2011 | 2014 |
| ---- | ---- | ---- | ---- | ---- |
| 181  | ↘157 | ↘135 | ↘134 | ↘100 |

По данным переписи 2002 года в национальной структуре населения русские составляли 58 %.

## Инфраструктура
- Детский оздоровительно-образовательный (профильный) центр «Юность»
- Фельдшерско-акушерский пункт. Открыт в июне 2019 года в рамках программы по созданию ФАПов в малых населённых пунктах Ставропольского края[9]
- В 500 м к югу от хутора расположено общественное открытое кладбище площадью 9000 м²[10].